# John Garang
John Garang de Mabior, född 23 juni 1945 nära Bor, Jonglei, död 30 juli 2005 i New Site, Sydsudan, var från 9 juli 2005 och fram till sin död vicepresident i Sudan. Tidigare var han ledare för den sydsudanesiska rebellarmén Sudan People's Liberation Army (SPLA). Han tillhörde den etniska gruppen dinka och föddes i en fattig familj i en by nära Bor i södra Sudan.
Garang studerade ekonomi i USA och anslöt sig under 1970-talet till Sudans armé. När han 1983 skickades att slå ner ett uppror i Bor bildade han istället upprorsrörelsen SPLA, som motsatte sig militärdiktaturen och islams dominerande roll i Sudan. Garang ledde SPLA under omkring 20 års inbördeskrig innan ett fredsavtal slöts mellan regeringen och SPLA i januari 2005. Enligt avtalet blev Garang vicepresident och skulle samtidigt vara ledare för södra Sudan under de sex år då regionen skulle få självstyre innan en folkomröstning skulle avgöra om det ska bli en självständig stat. Garang var den förste kristne och den förste sydsudanesen som innehade en så hög post i Sudans regering.
Han omkom i en helikopterkrasch den 30 juli 2005.